# Partito Islamico Repubblicano
Il Partito Islamico Repubblicano (in persiano حزب جمهوری اسلام‎, Ḥezb-e jomhuri eslāmi) è stato un partito politico iraniano, fondato nel 1979 da Mohammad Javad Bahonar, Mohammad Beheshti, Ali Akbar Hashemi Rafsanjani, Ali Khamenei e Abdolkarim Musavi-Ardabili, e radunante i sostenitori di una repubblica islamica in Iran.
Sebbene il Partito Islamico Repubblicano non sia mai stato formalmente disciolto, esso è inattivo dal 1987. Il suo ultimo Segretario Generale è stato l'Ayatollah Ali Khamenei, attuale Guida Suprema dell'Iran.